# Верхний Любаж
Ве́рхний Люба́ж — село в Фатежском районе Курской области. Административный центр Верхнелюбажского сельсовета. Постоянное население — 1674 человека (2010 год).

## География
Расположено на федеральной автомобильной дороге М-2 «Крым» в 14 км к северу от Фатежа и в 11 км от Михайловского водохранилища на реке Свапа. Высота над уровнем моря — 199 м. Через село протекает река Любаж, приток Желени. Ближайшие населённые пункты — деревни Средний Любаж и Нижний Любаж.
Климат
Верхний Любаж, как и весь район, расположен в поясе умеренно континентального климата с тёплым летом и относительно тёплой зимой (Dfb в классификации Кёппена).
| Показатель                                                                      | Янв. | Фев. | Март | Апр. | Май  | Июнь | Июль | Авг. | Сен. | Окт. | Нояб. | Дек. | Год  |
| ------------------------------------------------------------------------------- | ---- | ---- | ---- | ---- | ---- | ---- | ---- | ---- | ---- | ---- | ----- | ---- | ---- |
| Средний суточный максимум, °C                                                   | −4,5 | −3,6 | 2,2  | 12,5 | 19   | 22,2 | 24,9 | 24,1 | 17,7 | 10,1 | 3     | −1,5 | 10,5 |
| Средняя температура, °C                                                         | −6,5 | −6   | −1,3 | 7,8  | 14,4 | 18   | 20,6 | 19,6 | 13,7 | 6,9  | 0,8   | −3,4 | 7,0  |
| Средний суточный минимум, °C                                                    | −9   | −9   | −5,3 | 2,4  | 8,8  | 12,7 | 15,6 | 14,6 | 9,5  | 3,8  | −1,4  | −5,6 | 3,1  |
| Норма осадков, мм                                                               | 52   | 45   | 46   | 51   | 62   | 75   | 80   | 59   | 62   | 60   | 49    | 50   | 691  |
| Источник: Погода по месяцам c ru.climate-data.org(дата обращения: Декабрь 2021) |      |      |      |      |      |      |      |      |      |      |       |      |      |

Часовой пояс
Село Верхний Любаж, как и вся Курская область, находится в часовой зоне МСК (московское время). Смещение применяемого времени относительно UTC составляет +3:00.

## История
Населённой пункт Любаж существовал уже в XIV—XV веках и был одним из крупнейших на территории современного Фатежского района. Название населенного пункта носит местный диалектический оттенок, обозначает «любимый, хороший, удобный». С XVI века находился в составе Усожского стана Курского уезда. В 1782 году Любаж вошёл в состав новообразованного Фатежского уезда Курского наместничества. Разделение деревни на Верхний, Средний и Нижний Любажи произошло не позднее середины XIX века. Часть крестьян деревни были владельческими (принадлежали помещикам), другая часть — казёнными (принадлежали государству). В разное время крестьянами Любажа владели дворяне Ярыгины, Каменевы, Ртищевы, выходцы из числа местных однодворцев. К моменту отмены крепостного права в 1861 году крестьянами Верхнего Любажа владели: титулярный советник Пётр Лахтионов (2 души), жена титулярного советника Ольга Лахтионова (14 душ), жена коллежского регистратора Аксинья Ярыгина (5 душ), капрал Максим Ярыгин (1 душа), жена губернского секретаря Анна Беляева (3 души). Население деревни до 1905 года было приписано к приходу Георгиевского храма соседнего села Игино. Также Верхний Любаж с 1861 года до конца XIX века входил в состав Игинской волости Фатежского уезда, затем передан в Нижнереутскую волость. В 1862 году в деревне было 40 дворов, проживало 832 человека (390 мужского пола и 442 женского). В начале XX века в Любаж из деревни Колесниковой через вольнонаёмных рабочих проник промысел по производству колёс для телег и экипажей
В 1905 году в Верхнем Любаже был возведён деревянный храм, освящённый в честь Димитрия Солунского. Храм был закрыт в 1935 году, а здание отдано под сельский клуб. В 1980-е годы пожар почти полностью уничтожил деревянное здание храма, которое было восстановлено в кирпичном исполнении. Церковь практически потеряла свой первозданный вид, но послужила до 1998 года как сельский Дом культуры. В 1998 году храм был возвращён православной общине. В Государственном архиве Курской области сохранились метрические книги Дмитриевской церкви за 1906—1909, 1910—1912 и 1917 годы.
В 1935—1963 годах В. Любаж являлся административным центром Верхнелюбажского района. В 1937 году в селе было 320 дворов. По состоянию на 1955 год в селе находился центр колхоза имени Хрущёва. В 1981 году в Верхнем Любаже проживало около 2 300 человек.

## Население
| 1939 | 1959  | 1979  | 2002  | 2010  |
| ---- | ----- | ----- | ----- | ----- |
| 1970 | ↗2026 | ↗2350 | ↘1925 | ↘1674 |

В 1900 году в деревне проживало 1465 человек (760 мужского пола и 705 женского).

## Улицы
| - Белая - Гагарина переулок - Докукина - Заводская - Западная - Кирова переулок - Колхозная - Комсомольская | - Ленина - Маслозаводская - Молодежная - Набережная - Нагорная - Октябрьская - Первомайская - Пионерская | - Полевая - Пушкина - Садовая - Светлая - Советская - Тихая - Школьная |

В селе 622 дома.

## Памятники истории
Братская могила 358 советских воинов, погибших в боях с фашистскими захватчиками в годы Великой Отечественной войны. Стела установлена в 1959 году.
Могила майора Ивана Афанасьевича Докукина (1922—1947) — участника Великой Отечественной войны, разведчика. Монумент установлен в 1967 году.

## Известные люди
- Локтионов, Александр Дмитриевич (1893—1941) — советский военачальник, генерал-полковник. Родился в Верхнем Любаже.
- Лука (Войно-Ясенецкий) (1877—1961) — врач-хирург, профессор медицины и духовный писатель. Работал в Верхнем Любаже в 1905—1907 годах.
- Священномученик Афанасий (Докукин) (1899—1937) — родился в Верхнем Любаже[19].